# Bolan (prelaz)
Prelaz Bolan (urdujsko درۂ بولان) je dolina in naravni prehod skozi pogorje Toba Kakar v provinci Baločistan v Pakistanu. Je 120 km južno od pakistansko-afganistanske meje. Prelaz je 89 km dolg odsek doline reke Bolan od Rindlija na jugu do Darvāze blizu Kolpurja na severu. Sestavljen je iz številnih ozkih sotesk in zožitev. Povezuje Quetto s Sibijem po cesti in železnici.
Ker je na strateški lokaciji, so ga uporabljali tudi trgovci, zavojevalci in nomadska plemena kot prehod v Južno Azijo in iz nje. Prelaz Bolān je pomemben prehod na meji Baluč, ki povezuje Džacobabad in Džhang z Multanom, ki je vedno zavzemal pomembno mesto v zgodovini britanskih akcij v Afganistanu.
Lokalno prebivalstvo južno od prelaza večinoma sestavljajo plemena Brahvi, ki segajo od prelaza Bolan do rta Monze ob Arabskem morju. Etnična skupina severno od prelaza je v glavnem sestavljena iz Paštunov, medtem ko na zahodu Balohi.

## Geografija
Prelaz Bolan je v pogorju Toba Kakar, ki leži južno od gorovja Hindukuš. Prelaz Bolan je opisan kot prelaz čez vzvišeno verigo, ki je polna grap in sotesk. Gorske verige prelaza Bolan so južna geografska meja med Indijsko ploščo in Iranskim višavjem. Južna točka prelaza, blizu Dhadarja, je zahodna meja doline Inda in velja za veliko strateško točko med Pakistanom, Afganistanom, Iranom in Arabskim morjem.

## Zgodovina
Prelaz Bolan je južni dvojnik prelaza Kiber. Obe območju sta bili skozi zgodovino uporabljeni za invazijo na Iindijsko podcelino. Leta 1748 je afganistanski kralj Ahmad Šah Durrani vdrl v Indijo z uporabo prelaza Bolan poleg tradicionalne poti preko prelaza Kiber. Kandahar, prestolnica Durranijev, je bila v bližini prelaza, ki je omogočal hiter dostop do indijskih dežel.
Leta 1837 je bil britanski odposlanec poslan v Kabul, da bi pridobil podporo emirja Dosta Mohameda, zaradi morebitne ruske invazije na južno Azijo prek prelazov Kiber in Bolān. Februarja 1839, med prvo anglo-afganistansko vojno, je britanska vojska pod sirom Johnom Keanom peljala 12.000 mož skozi prelaz Bolān in vstopila v Kandahar, ki so ga afganistanski princi zapustili; od tam so nadaljevali napad in strmoglavljenje Gaznija. Prelaz, ki so ga izbrali, ni bil enak tistemu, ki ga uporablja sodobna železniška proga, ampak bolj zahodno pri Siri-Bolanu. Britanski častnik bengalske artilerije je leta 1841 opisal prelaz Bolan s temi besedami:

»Cesta skozi ta prelaz vodi, z redkimi izjemami, vzdolž struge gorskega hudournika, ki se napolni zaradi taljenja snega ali močnega deževja in je sestavljena iz sipkega prodnatega grušča, ki se umakne izpod in je zelo težko za prehod: kamele se dobro znajdejo v njej, in hribi se včasih približajo cesti, ko se napolni struga potoka, ki teče skozi skalnata brezna, visoka do sto metrov, z vrha katerih roparji napadajo popotnike s kamni; in ali so bili tako drzni, kot so kruti in perfidni, bi lahko držali mesto pred vsemi prihajajočimi.Vodniki, ki sem jih imel s seboj, so me opozorili na številne točke, na katere so opozorila nasilna dejanja, več evropskih častnikov je izgubilo svojo prtljago med našo okupacijo države. V primeru dežja v višjih predelih gora potok občasno brez opozorila upade skoraj pravokotno in pometa vse pred seboj, kar je doživel moj prijatelj, kot je izkusil moj prijatelj, ko je videl skupino ljudi, konj in kamel ter vso svojo lastnino, ki ga nosi; ko je sam in nekaj moških z njim pobegnil tako, da se je povzpel na skoraj pravokotno stran hriba. Približno sedemintrideset moških je bilo ob tej priložnosti odplavljenih.«
Leta 1883 se je sir Robert Groves Sandeman pogajal s Kalatovim kanom Khudadad Kanom in zagotovil britanski nadzor nad prelazom v zameno za letno pristojbino.

## Bolanska železnica
Bolanska železnica, zgrajena med letoma 1880 in 1891, poteka čez prelaz Bolan in povezuje Sibi s Kuetto. Del železniške proge je bil prvotno opremljen kot zobata železnica. Je 141 kilometrov dolga železniška proga Pakistanskih železnic s tirno širino 1676 mm v Beludžistanu in povezuje Sibi s Kuetto preko prelaza Bolan.
Dvotirna pot čez prelaz Bolan, zgrajena med letoma 1880 in 1891 pod vodstvom feldmaršala lorda Robertsa, je eden največjih inženirskih dosežkov britanske vladavine v Indiji. Leta 1876 je britanska vlada naročila načrtovanje železnice čez prelaz Bolan, predvsem zaradi vojaško-strateških razlogov. Gradbena dela so se začela leta 1880, a so bila po postavitvi 31 km proge ustavljena zaradi bitke pri Maivandu. Leta 1885 so se dela nadaljevala s polaganjem proge ob reki Bolan. Avgusta 1886 je železnica dosegla končno postajo v Kuetti.
Železniško progo čez prelaz Bolan, kjer je bilo poleti vroče in pozimi izjemno mrzlo, so morali večkrat preusmeriti. Leta 1889 je hudourniška poplava uničila pot ob reki Bolan. Višjo traso je poplava ponovno odnesla. Pot, ki se uporablja danes, je bila predana v uporabo leta 1890 in slavnostno odprta 15. aprila 1897. Na nekaterih mestih ob trasi so še vedno vidni zapuščeni predori in tirna korita obeh prvotnih tras.
Bolanska železnica od Sibija do Kuette ima 17 predorov in večkrat prečka reko Bolan. Na 20,0 km dolgem odseku med Aab-e-Gumom in Kolpurjem je bilo prvotno 11,2 km dvolamelnih regalov sistema Abt z največjim naklonom 40 ‰ in ozkimi krivinami s polmerom 180 m. Drugi viri navajajo največji gradient 60 ‰, kar pa je v nasprotju z navedbo razmerja gradienta 1:25.